# Feliz Natal
Feliz Natal är en kommun i Brasilien.   Den ligger i delstaten Mato Grosso, i den centrala delen av landet, 800 km nordväst om huvudstaden Brasília. Antalet invånare är 10 933.
I omgivningarna runt Feliz Natal växer i huvudsak städsegrön lövskog. Trakten runt Feliz Natal är nära nog obefolkad, med mindre än två invånare per kvadratkilometer.